# Mohammed VI của Maroc
Mohammed VI (tiếng Ả Rập: محمد السادس, sinh ngày 21 tháng 8 năm 1963) là vua của Vương quốc Maroc (Amir al-Mu'minin). Nhà vua đăng quang ngai vàng ngày 23 tháng 7 năm 1999 khi phụ hoàng của mình - Vua Hassan II - băng hà.
Ông là vị vua thứ 31 của triều đại Alaouite, triều đại cai trị Maroc từ năm 1660 đến nay, Mohammed VI đã tiến hành nhiều cải cách trong xã hội tại quốc gia này.
Giá trị tài sản ròng của nhà vua được ước tính vào khoảng từ 2,1 tỷ đô la Mỹ đến hơn 5 tỷ đô la Mỹ. Theo tạp chí Forbes, ông là vị vua giàu nhất châu Phi vào năm 2014, và là vị vua giàu thứ 5 thế giới.
Nhà vua nổi tiếng thế giới vì chuyện tình có một không hai với vương phi Lalla Salma Bennani, người làm nhà vua đi ngược lại truyền thống hoàng tộc và thay đổi hiến pháp.

## Giáo dục
Mohammed VI là con thứ hai và là con trai cả của vua Hassan II và hoàng phi thứ hai của ông, Lalla Latifa Hammou. Vào ngày sinh của mình, Mohammed được phong là người kế vị đương nhiên và thái tử. Phụ hoàng của ông đã quan tâm đến việc cho ông học về tôn giáo và chính trị ngay từ khi còn nhỏ; năm bốn tuổi, ông bắt đầu theo học trường Quranic tại Cung điện Hoàng gia.
Mohammed VI lấy bằng cử nhân luật tại Đại học Mohammed V ở Agdal (Maroc) năm 1985. Vào tháng 11 năm 1988, ông được đào tạo tại Brussels, Vương quốc Bỉ với Jacques Delors, khi đó là Chủ tịch Ủy ban Châu Âu.
Mohammed VI lấy bằng Tiến sĩ luật vào ngày 29 tháng 10 năm 1993 tại Đại học Nice Sophia Antipolis của Pháp.

Quốc huy của Maroc: ngôi sao của Solomon trên nền đỏ trước Dãy núi Atlas và mặt trời mọc. Vương miện hoàng gia được đội trên đầu. Hai con sư tử Barbary giữ chiếc khiên. Dải băng bên dưới, với dòng chữ Ả Rập được viết: "Nếu bạn tôn vinh thánh Allah, Ngài sẽ tôn vinh bạn".

## Vua của Maroc cùng nhiều cải cách
Nhà vua đăng quang ngai vàng ngày 23 tháng 7 năm 1999 khi phụ hoàng của mình - Vua Hassan II - băng hà.
Chủ nghĩa cải cách của nhà vua đã bị những người bảo thủ theo chủ nghĩa Hồi giáo phản đối, và những người theo chủ nghĩa chính thống tức giận. Vào tháng 2 năm 2004, ông đã ban hành một bộ luật gia đình mới, hay Mudawana, cho phép phụ nữ có thêm quyền lực.
Trong một bài phát biểu vào ngày 9 tháng 3 năm 2011, nhà vua nói rằng quốc hội và quyền lực của cơ quan tư pháp sẽ được trao quyền độc lập nhiều hơn từ nhà vua.

### Các cải cách đáng chú ý bao gồm:
- Ngôn ngữ Berber là ngôn ngữ quốc gia chính thức, cùng với tiếng Ả Rập.
- Mohammed VI hiện có nghĩa vụ bổ nhiệm thủ tướng từ đảng giành được nhiều ghế nhất trong cuộc bầu cử quốc hội, nhưng đó có thể là bất kỳ thành viên nào của đảng chiến thắng và không nhất thiết phải là lãnh đạo của đảng. Trước đây, nhà vua có thể đề cử bất kỳ ai mà ông muốn cho vị trí này bất kể kết quả bầu cử. Đó thường là trường hợp không đảng nào có lợi thế hơn các đảng khác, về số ghế trong quốc hội.
- Vua không còn là "thiêng liêng hay thánh khiết" mà "sự chính trực của người" là "bất khả xâm phạm".
- Các chức vụ hành chính và ngoại giao cao (bao gồm đại sứ, giám đốc điều hành các công ty quốc doanh, thống đốc tỉnh và khu vực), hiện do thủ tướng bổ nhiệm và hội đồng bộ trưởng do nhà vua chủ trì.
- Thủ tướng là người đứng đầu chính phủ và chủ tịch hội đồng chính phủ, ông có quyền giải tán quốc hội.
- Thủ tướng sẽ chủ tọa Hội đồng Chính phủ, cơ quan chuẩn bị chính sách chung của nhà nước. Trước đây vua từng giữ chức vụ này.
- Quốc hội có quyền cấp giấy ân xá. Trước đây việc này do nhà vua độc quyền nắm giữ.
- Hệ thống tư pháp độc lập với các nhánh lập pháp và hành pháp, nhà vua đảm bảo sự độc lập này.
- Phụ nữ được bảo đảm bình đẳng về "công dân và xã hội" với nam giới. Trước đây, chỉ có "bình đẳng chính trị" mới được đảm bảo, mặc dù hiến pháp năm 1996 cho phép mọi công dân bình đẳng về quyền trước pháp luật.
- Nhà vua giữ toàn quyền kiểm soát các lực lượng vũ trang và cơ quan tư pháp cũng như các vấn đề liên quan đến tôn giáo và chính sách đối ngoại; nhà vua cũng giữ quyền bổ nhiệm và cách chức các thủ tướng.
- Mọi công dân có quyền tự do tư tưởng, ý tưởng, thể hiện và sáng tạo nghệ thuật. Tuy nhiên, chỉ trích hoặc phản đối trực tiếp nhà vua vẫn bị phạt tù.[9]

Vào tháng 1 năm 2017, Maroc đã cấm sản xuất, tiếp thị và bán burqa (một loại áo dài của phụ nữ Hồi giáo, có phần vải để trùm lên đầu, phía trước một tấm lưới dày che mặt làm họ chỉ có thể nhìn từ trong ra ngoài).
Vào tháng 12 năm 2020, Mohammed VI đã đồng ý bình thường hóa quan hệ với Israel với điều kiện Hoa Kỳ sẽ công nhận Tây Sahara là vùng đất dưới quyền của nhà nước Maroc. Thỏa thuận sẽ bao gồm các chuyến bay thẳng giữa hai quốc gia.
Giữa đại dịch COVID-19, vua Mohammed VI được cho là đã mua một dinh thự trị giá 80 triệu euro ở Paris, gần Tháp Eiffel, từ Hoàng gia Ả Rập Xê Út.
Đại sứ quán Hoa Kỳ tại Rabat đã báo cáo với Washington D.C về nhiều cáo buộc tham nhũng của nhà vua.

## Của cải
Với tài sản riêng tư khoảng 5,2 tỷ Euro ông, tự cho mình là vua của người nghèo, là một trong những vua chúa giầu nhất thế giới. Ông có hơn 600 chiếc xe hơi, trong các nhà để xe của các lâu đài gồm nhiều chiếc Mercedes, Ferrari, Bentley, Rolls-Royce, cũng như các chiếc Oldtimer hiếm có. Chiếc du thuyền của ông trị giá 88 triệu Euro là một trong những chiếc thuyền lớn nhất thế giới. Ông còn có 2 máy bay Boeing và một chiếc Hercules đặc biệt để chở bàn ghế, hành lý. Chỉ riêng ở Marokko ông có 12 lâu đài với hơn 1000 người hầu hạ.

## Gia đình và hậu duệ
- Em trai: Hoàng tử Moulay Rachid (sinh ngày 20/06/1970),
- Các chị/em gái:

1. Công chúa Lalla Meryem (sinh ngày 26/08/1962 tại Italy),
2. Công chúa Lalla Asma (sinh ngày 29/09/1965 tại Rabat),
3. Công chúa Lalla Hasna (sinh ngày 19/11/1967 tại Rabat).

- Vương phi: Salma Bennani (nay là Công chúa Lalla Salma) , kết hôn ngày 21 tháng 3 năm 2002 tại Rabat.
- Con cái:

1. Thái tử: Moulay Hassan, sinh ngày 8 tháng 5 năm 2003
2. Công chúa Lalla Khadija, sinh ngày 28 tháng 2 năm 2007.[8]

Ngày sinh nhật của nhà vua (21/8) là một ngày lễ quốc gia, tuy nhiên nó đã bị hủy bỏ sau cái chết của người dì của nhà vua vào năm 2014.

## Chuyện tình có một không hai

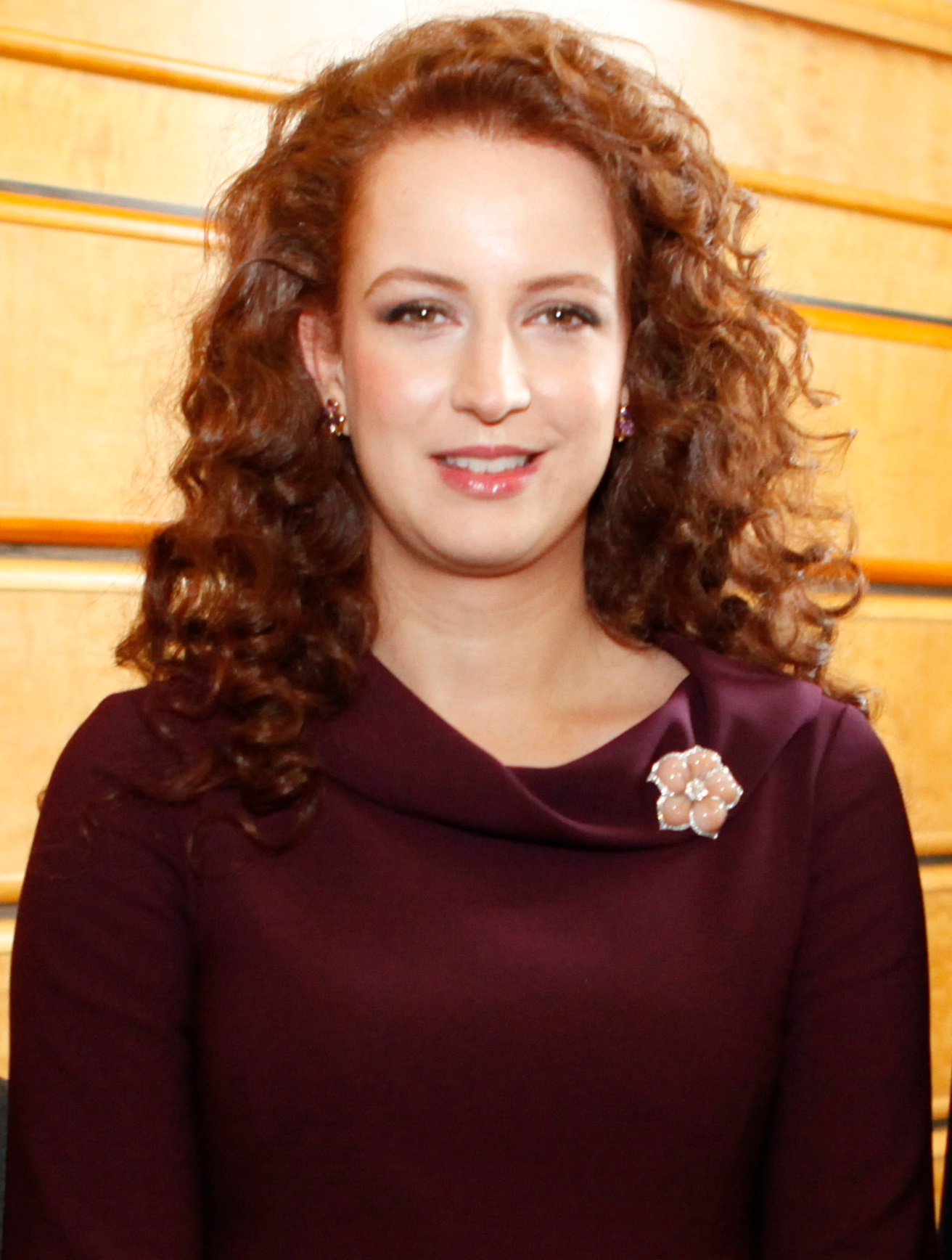
Princess Lalla Salma Bennani - vợ vua Mohammed VI

Nhà vua Mohammed VI nổi tiếng thế giới vì chuyện tình có một không hai với Công chúa Lalla Salma Bennani, người làm nhà vua đi ngược lại truyền thống hoàng tộc và thay đổi hiến pháp.
Lalla Salma Bennani vốn chỉ là một thường dân tại Fes (Maroc), là một kỹ sư máy tính. Các câu chuyện kể lại rằng mặc dù được nhà vua, nhưng cô sẽ không kết hôn vì chế độ đa thê tại Maroc. Hoàng gia Alaouite của Maroc theo Hồi giáo vốn có truyền thống đa thê, vị vua thứ hai của triều đại - Ismail ibn Sharif là nhà vua có nhiều con cái nhất thế giới với hơn 500 bà vợ.
Do đó, vua Mohammed VI ban bố Lệnh huỷ bỏ chế độ đa thê trên toàn cõi Maroc. Mohamed VI ra lệnh sửa đổi Hiến pháp, ban hành chế độ một vợ một chồng mặc cho sự ngăn cản từ các thành viên Hoàng gia.
Sau đó, đám cưới của vua và công chúa tiếp tục được tổ chức vào tháng 7 với sự tham gia của 300 cặp đôi khác trên cả nước.
Kể từ ngày kết hôn, Công chúa Lalla Salma Bennani đã trở thành biểu tượng của phụ nữ Maroc. Nhiều phụ nữ nước này nhuộm tóc đỏ để được giống công chúa. Cô từ chối nhận tước hiệu Hoàng hậu. Tuy nhiên, khoảng 2 năm gần đây, công chúa không còn xuất hiện trước công chúng.